# 叔诣
叔诣（？—前513年），中国春秋时期鲁国的大夫，他是子叔声伯的玄孫、叔老之曾孙、叔弓之孙、叔鞅之子。
前517年（鲁昭公二十五年）夏季，叔诣和晋国赵鞅、宋国乐大心，卫国北宫喜、郑国游吉、曹国人、邾国人、滕国人、薛国人、小邾国人在黄父盟会。前513年（鲁昭公二十九年）四月庚子，叔诣卒。